# Kunoöhällan
Kunoöhällan est une île et une réserve naturelle dans l’archipel de Luleå en Suède,,,.

## Présentation
Kunoöhällan est situé dans le sud de l'archipel de Luleå.
L'île est accessible en bateau ou en kayak, à skis ou en motoneige. 
La réserve est ouverte d'août à avril, le reste de l'année il est interdit d'y entrer.

## Réserve aviaire
Ici, le  guillemot à miroir peut nicher près des rochers et dans les crevasses. 
L'île abrite le sterne, la mouette rieuse, le goéland cendré et la mouette pygmée.
À Kunoöhällan, prospèrent l'oie cendrée et le tournepierre à collier. 
Le magnifique tournepierre à collier est une espèce rare qui choisit ses sites de nidification avec soin. 
Il aime nidifier dans un endroit surélevé avec une bonne vue. 
Des espèces telles que le Petit Pingouin, le Labbe parasite et le Fuligule milouinan y prospèrent.

## Flore
La silene uniflora et le lédon des marais sont très présents.